# 7199 Brianza
7199 Brianza eller 1994 FR är en asteroid i huvudbältet som upptäcktes den 28 mars 1994 av de båda italienska astronomerna Marco Cavagna och Valter Giuliani vid Sormano-observatoriet. Den är uppkallad efter Brianza i Italien.
Asteroiden har en diameter på ungefär 6 kilometer och den tillhör asteroidgruppen Koronis.